# PAC (maison édition)
 (avril 2025).
Les éditions PAC sont une maison d'édition française du XXe siècle, fondée et dirigée par Maurice Périsset.

## Description
Son activité couvre principalement le domaine des biographies de personnalités du cinéma et de la musique populaire, des longs-métrages à succès et de la compétition sportive. 